# Ekeblad (Adelsgeschlecht)

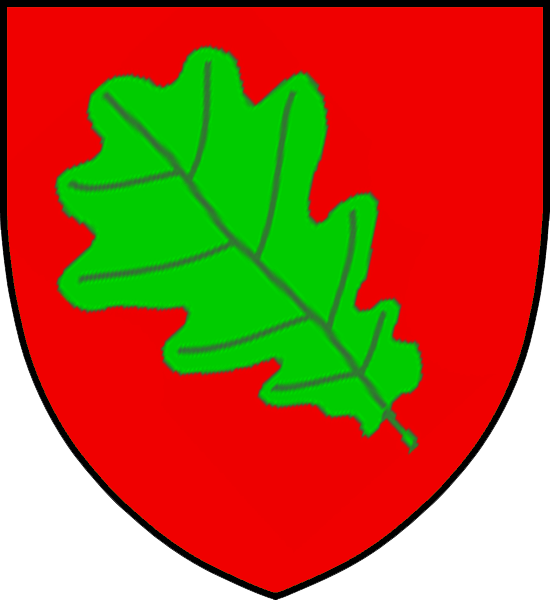
Wappen

Ekeblad ist der Name eines schwedischen Adelsgeschlechts.

## Geschichte
Zur Unterscheidung von sechs weiteren Adelsfamilien Namens Ekeblad (deutsch Eichenblatt) nennt sich das Geschlecht auch Stola Ekeblad nach ihrem Stammgut Stola. Die Ekeblad sind agnatische Nachfahren von Henrik Simla († nach 1437). Sein Urenkel, Anders Hansson († 1543), übernahm von seiner Mutter das Wappen mit den Eichenblatt und führte so seine Familien zum Namen. Bei der Introduzierung in den Ritterstand 1625 (Mr. 35) wurde die Familie noch Ekelöf genannt. Erst als 1634 einen gleichnamige Familie bei der Ritterschaft in Finnland introduziert wurde, änderte sich der Geschlechtsname final in Ekeblad. So wurde die Familie 1689 erneut (Nr. 35) bei der Ritterschaft introduziert. Der letzte Spross der Familie Claes Ekeblad (1669–1737) wurde am 22. Mai 1711 in den schwedischen Freiherrenstand erhoben, jedoch nicht bei der Freiherrenklasse der Ritterschaft introduziert. Er wurde 1719 Reichsrat und am 31. Dezember 1719 in den schwedischen Grafenstand erhoben. Die Introduzierung bei der Grafenklasse auf dem Ritterhaus erfolgte 1720 (Nr. 71). Die gräfliche Stammlinie ist mit dem schwedischen Offizier Claes Adam Ekeblad (1778–1827) am 30. Januar 1827 erloschen.

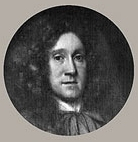
Johan Ekeblad (1629–1697)
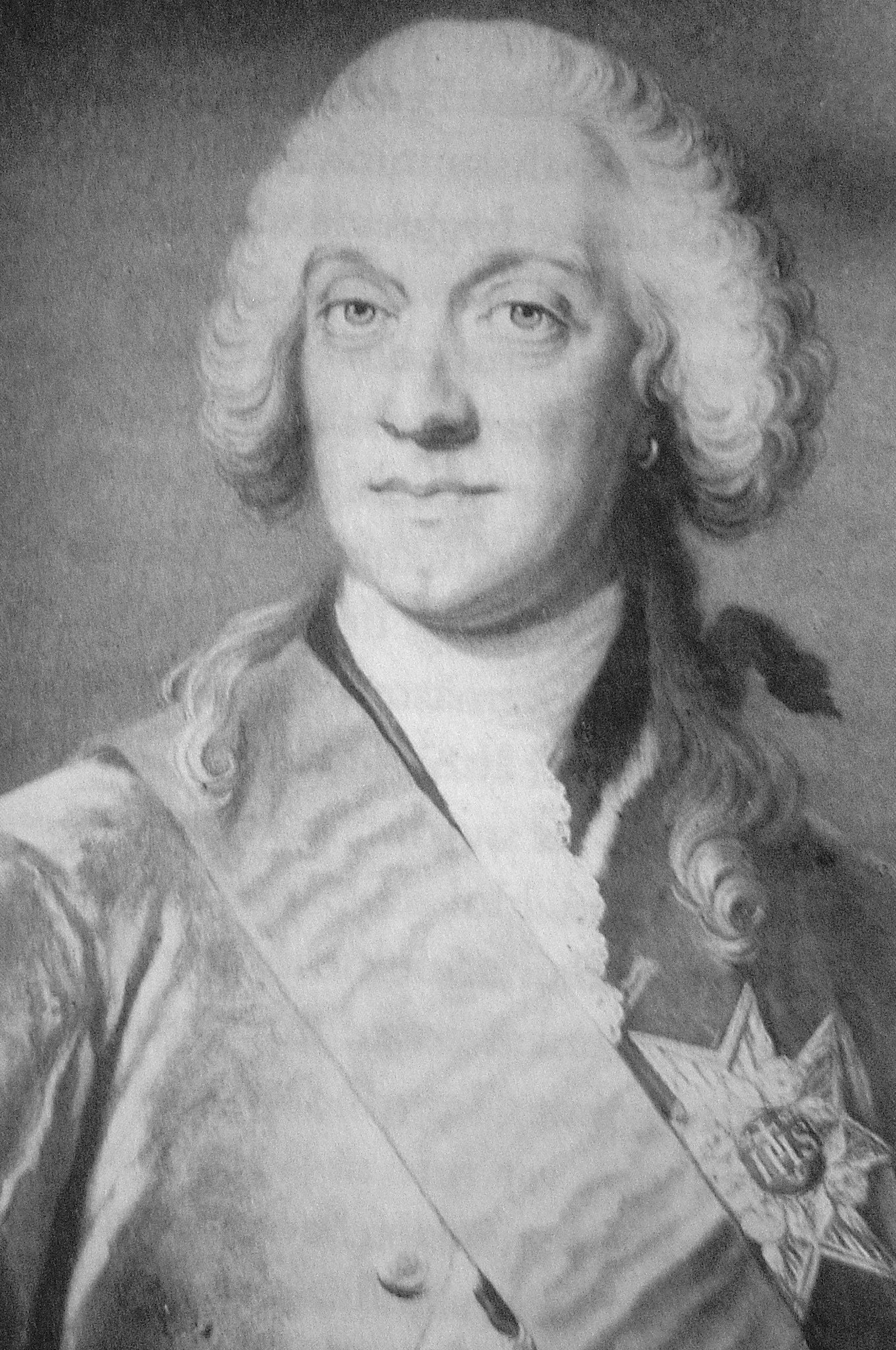
Claes Ekeblad (1708–1771)
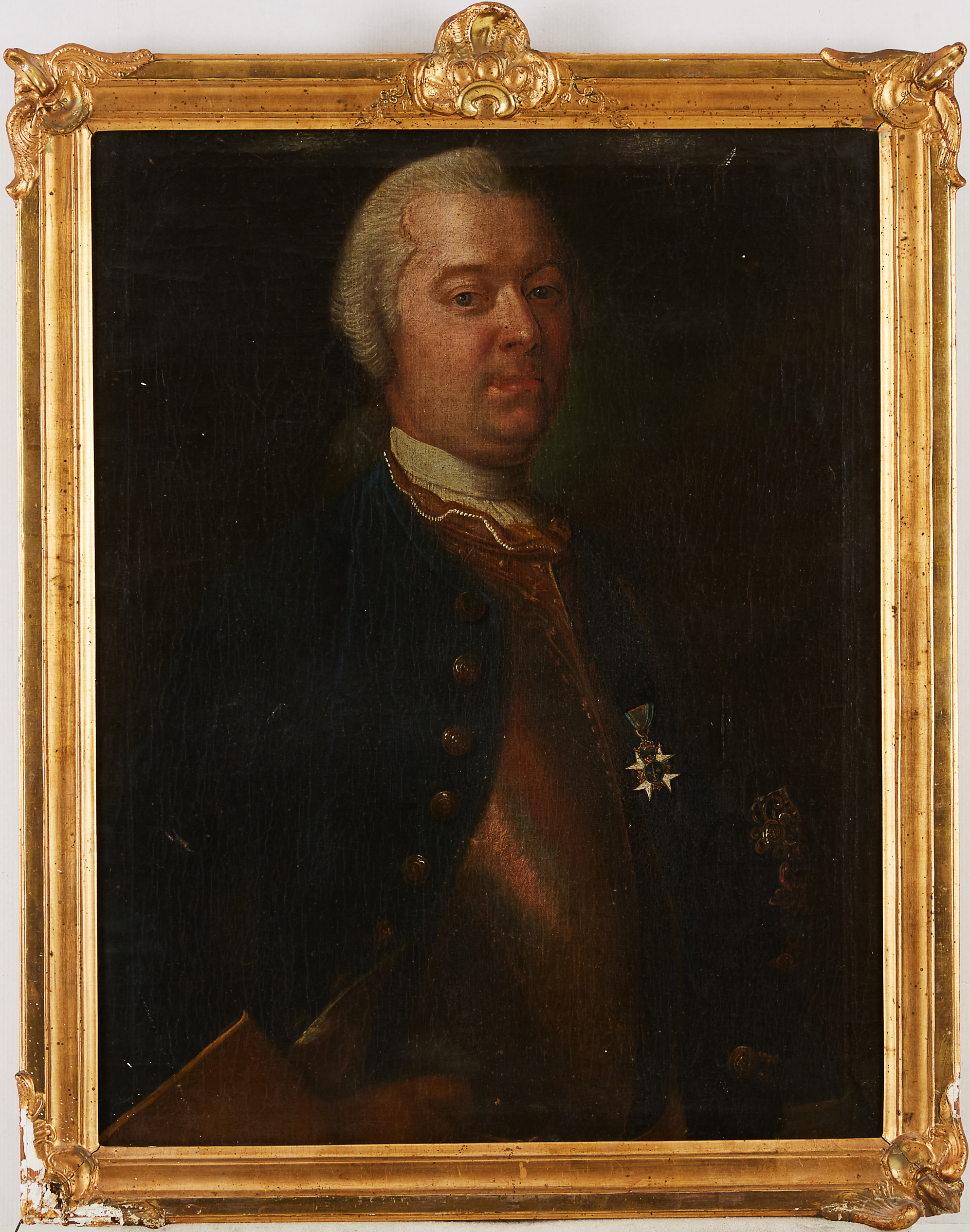
Claes Christoffer Ekeblad (1709–1769)
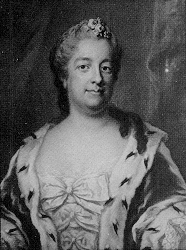
Eva Ekeblad, geb. De la Gardie (1724–1786)
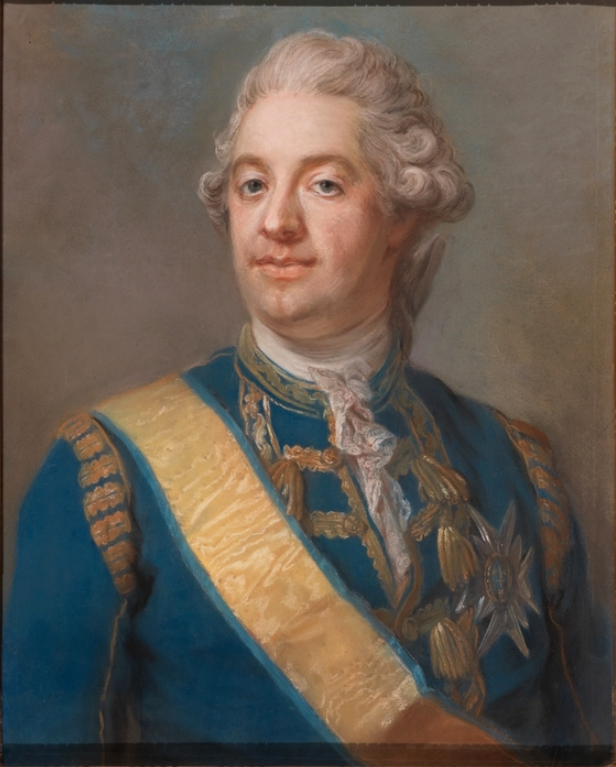
Claes Julius Ekeblad (1742–1808)
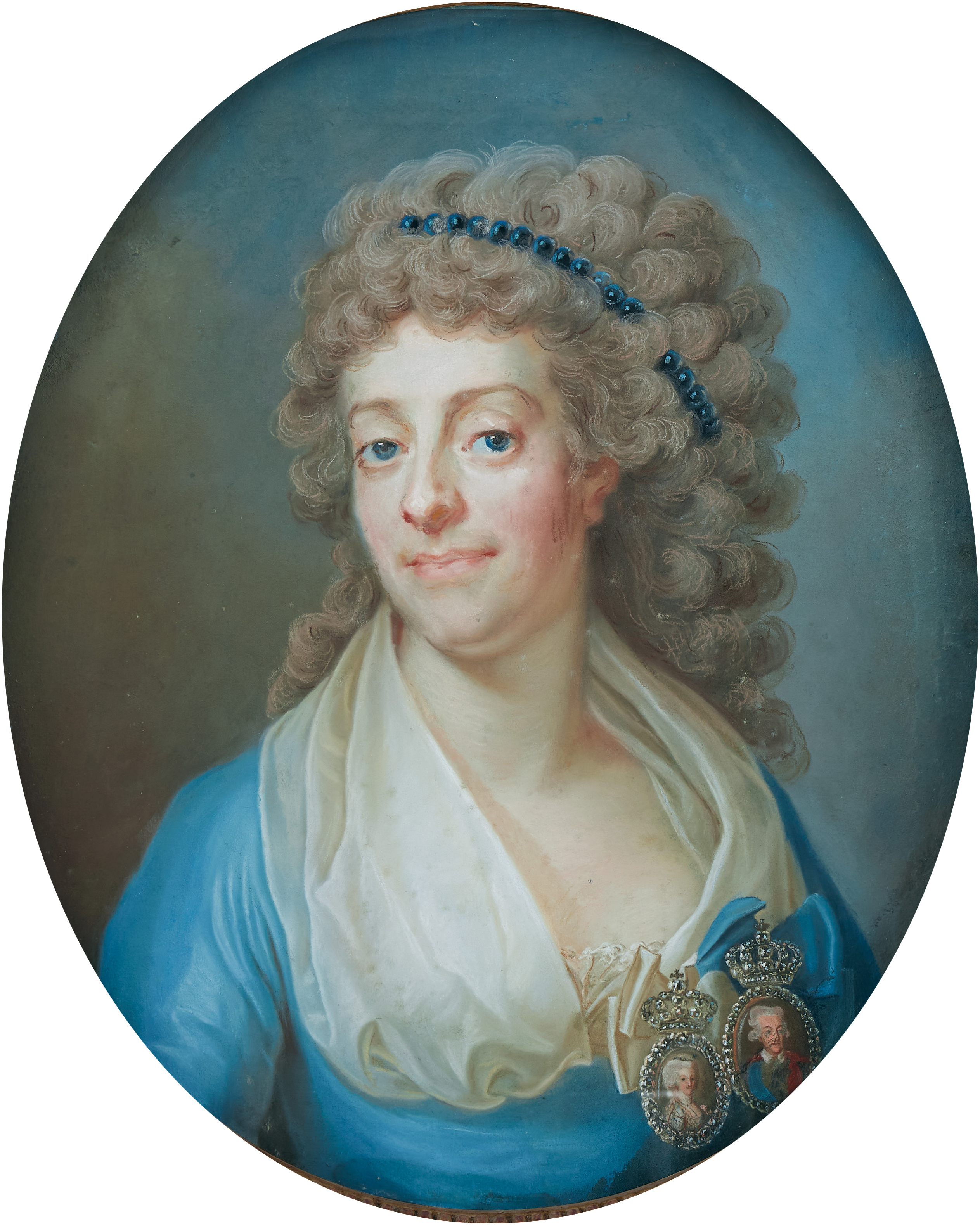
Hedvig Katharina Piper, geb. Ekeblad (1746–1812)

## Angehörige
- Christopher Johansson Ekeblad (1592–1664), schwedischer Dichter
- Johan Ekeblad (1629–1697), schwedischer Diplomat
- Claes Ekeblad (1669–1737), schwedischer Generalmajor, Gouverneur und Staatsrat
- Claes Ekeblad (1708–1771), schwedischer Staatsmann
- Claes Christoffer Ekeblad (1709–1769), schwedischer Generalmajor
- Eva Ekeblad, geborene De la Gardie (1724–1786), schwedische Agrarwissenschaftlerin und Salonière
- Claes Julius Ekeblad (1742–1808), schwedischer Generalmajor und Bezirksgouverneur